# Банджар (город, Индонезия)
Банджар (индон. Banjar) — город в провинции Западная Ява, Индонезия. Территория города выделена в самостоятельную административную единицу — муниципалитет.

## Географическое положение
Город находится в восточной части провинции, в западной части острова Ява, вблизи административной границы с провинцией Центральная Ява. Абсолютная высота — 107 метров над уровнем моря.

Банджар расположен на расстоянии приблизительно 100 километров к востоку-юго-востоку (ESE) от Бандунга, административного центра провинции.

## Административное деление
Территория муниципалитета Банджар подразделяется на четыре района (kecamatan). Общая площадь муниципалитета — 113,49 км².

## Население
По данным официальной переписи 2010 года численность населения Банджара составляла 123 431 человека.
Динамика численности населения города по годам:
| 1990   | 2010    |
| ------ | ------- |
| 51 299 | 123 431 |

## Транспорт
Транспортное сообщение Банджара с другими городами острова осуществляется посредством железнодорожного и автомобильного транспорта. Ближайший аэропорт расположен в городе Тасикмалая.